# Adolfo de Holsácia-Gottorp
Adolfo de Holsácia-Gottorp (25 de janeiro de 1526 - 1 de outubro de 1586) foi o primeiro duque de Holsácia-Gottorp da Casa de Oldemburgo. Era o terceiro filho do rei Frederico I da Dinamarca e da sua segunda esposa, a duquesa Sofia da Pomerânia. Adolfo foi educado pelo seu avô materno, o marquês Filipe I de Hesse, passando quatro anos no seu castelo em Cassel.
Em 1544, Adolfo, o seu irmão João e o meio-irmão de ambos, o rei Cristiano III da Dinamarca, dividiram os ducados de Eslésvico e Holsácia. As áreas foram divididas sensivelmente segundo as receitas que cada uma dava em impostos. Como Adolfo era o mais novo, teve direito a escolher primeiro. Uma vez que escolheu a parte onde se localizava o Castelo de Gottorp, a linha da Casa de Oldemburgo por ele criada foi chamada Eslésvico-Holsácia-Gottorp.

## Partição de Eslésvico e Holsácia
Até surgir o Tratado de Espira, concluído a 23 de maio de 1544, o meio-irmão de Adolfo, o rei Cristiano III da Dinamarca, governava por inteiro os ducados de Holsácia e de Eslésvico em nome dos seus irmãos ainda menores. Juntos, determinaram que o seu irmão mais novo, Frederico, seguiria uma carreira como administrador luterano de um estado eclesiástico dentro do Sacro Império Romano-Germânico.
Em 1544, o mais velho dos três irmãos participou nas partilhas de Holsácia, um condado do Sacro Império, e de Eslésvico, um condado dinamarquês, de forma pouco comum, após uma negociação entre os irmãos e os estados do reino dos ducados que se opunham a uma partilha. Por isso, as receitas dos ducados foram divididos em três partes iguais, entregando as receitas de áreas especificas e de estados a cada um dos irmãos mais velhos. Outras receitas mais gerais, tais como impostos recolhidos em cidades e taxas alfandegárias, eram recolhidos em conjunto e depois partilhados entre os irmãos. As propriedades, cujas receitas estavam atribuídas aos irmãos, fizeram Holsácia e Eslésvico parecer pedaços de um tapete rasgado, permitindo tecnicamente o surgimento de novos ducados, o que representava o objectivo dos proprietários.
O governo secular nos ducados divididos a nível fiscal, tornou-se então o condomínio dos proprietários. Como duques de Holsácia e Eslésvico, os três irmãos tinham o título formal de "duque de Eslésvico, Eslésvico, Dithmarschen e Stormarn". Adolfo criou um ramo secundário da casa dinamarquesa de Oldemburgo, chamado Casa de Holsácia-Gottorp, um uso conveniente para o título tecnicamente mais correcto de duque de Eslésvico e Holsácia em Gottorp.
João, o irmão mais velho, chamado duque de Eslésvico-Holsácia-Haderslev não teve filhos, por isso não surgiu nenhum ramo do seu lado. Após a sua morte em 1580, Adolfo e o seu sobrinho Frederico II dividiram a parte de João entre si.
Quando Adolfo viajou, deixou o ducado a cargo de Johan Rantzau. Adolfo esteve presente na Dieta de Augsburgo onde testemunhou o ponto mais alto do poder do imperador Carlos V. Em 1553, regressou à sua terra natal. Em 1556, sucedeu o seu irmão mais novo, Frederico, como bispo de Eslésvico. Depois de um período de sede vacante, o príncipe Ulrico da Dinamarca, seu sobrinho-neto, sucedeu-o como bispo de Eslésvico.

## Família e descendência
A 17 de dezembro de 1564, Adolfo casou-se com a marquesa Cristina de Hesse e teve os seguintes filhos:
1. Frederico II de Holsácia-Gottorp (21 de abril de 1568 - 15 de junho de 1587), morreu aos dezanove anos de idade; sem descendência.
2. Sofia de Holsácia-Gottorp (1 de junho de 1569 - 14 de novembro de 1634), casada com o duque João VII de Mecklemburgo; com descendência.
3. Filipe de Holsácia-Gottorp (10 de agosto de 1570 - 18 de outubro de 1590), morreu aos vinte anos de idade.
4. Cristina de Holsácia-Gottorp (13 de abril de 1573 – 8 de dezembro de 1625), casada com o rei Carlos IX da Suécia; com descendência.
5. Isabel de Holsácia-Gottorp (11 de março de 1574 - 13 de janeiro de 1587), morreu aos doze anos de idade.
6. João Adolfo de Holsácia-Gottorp (27 de fevereiro de 1575 – 31 de março de 1616), príncipe-bispo de Bremen, Lübeck e depois duque de Holsácia-Gottorp; casado com a princesa Augusta da Dinamarca; com descendência.
7. Ana de Holsácia-Gottorp (27 de fevereiro de 1575 – 24 de abril de 1625), casada com o duque Enno III da Frísia Oriental; com descendência.
8. Cristiano de Holsácia-Gottorp (29 de maio de 1576 - 22 de abril de 1577), morreu com poucos meses de idade.
9. Inês de Holsácia-Gottorp (20 de dezembro de 1578 – 1627), morreu solteira e sem descendência.
10. João Frederico de Holsácia-Gottorp (1 de setembro de 1579 – 3 de setembro de 1634), príncipe-bispo de Bremen, Lübeck e Verden.

## Genealogia
| Adolfo de Holsácia-Gottorp | Pai: Frederico I da Dinamarca | Avô paterno: Cristiano I da Dinamarca | Bisavô paterno: Dietrich de Oldemburgo       |
| Adolfo de Holsácia-Gottorp | Pai: Frederico I da Dinamarca | Avô paterno: Cristiano I da Dinamarca | Bisavó paterna: Helvig de Schauenburg        |
| Adolfo de Holsácia-Gottorp | Pai: Frederico I da Dinamarca | Avó paterna: Doroteia de Brandemburgo | Bisavô paterno: João de Brandenburg-Kulmbach |
| Adolfo de Holsácia-Gottorp | Pai: Frederico I da Dinamarca | Avó paterna: Doroteia de Brandemburgo | Bisavó paterna: Bárbara de Saxe-Wittenberg   |
| Adolfo de Holsácia-Gottorp | Mãe: Sofia da Pomerânia       | Avô materno: Bogislaw X da Pomerânia  | Bisavô materno: Érico II da Pomerânia        |
| Adolfo de Holsácia-Gottorp | Mãe: Sofia da Pomerânia       | Avô materno: Bogislaw X da Pomerânia  | Bisavó materna: Sofia da Pomerania-Stolp     |
| Adolfo de Holsácia-Gottorp | Mãe: Sofia da Pomerânia       | Avó materna: Ana da Polónia           | Bisavô materno: Casimiro IV da Polónia       |
| Adolfo de Holsácia-Gottorp | Mãe: Sofia da Pomerânia       | Avó materna: Ana da Polónia           | Bisavó materna: Isabel da Áustria            |